# Kooperative Gesamtschule Moringen
Die Kooperative Gesamtschule Moringen ist eine Kooperative Gesamtschule in der niedersächsischen Kleinstadt Moringen im Landkreis Northeim. Sie wurde 1977 gegründet und beherbergt die Jahrgänge 5–13. Neben dem Hauptstandort in Moringen (Jahrgang 5–13) gibt es auch eine Zweigstelle in Nörten-Hardenberg (Jahrgang 5–10). An der „KGS Moringen“ können alle Bildungsabschlüsse des allgemeinbildenden Schulwesens erreicht werden.